# Guglielmo Pecori Giraldi

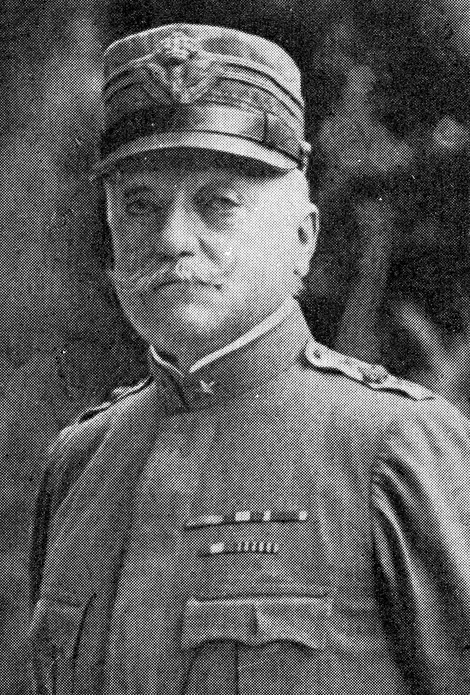
Guglielmo Pecori Giraldi (1916)

Guglielmo Pecori Giraldi (* 18. Mai 1856 in Borgo San Lorenzo; † 15. Februar 1941 in Florenz) war ein italienischer Marschall und Senator. Vom November 1918 bis zum Juli 1919 war er der nach der Niederlage Österreich-Ungarns im Ersten Weltkrieg der erste italienische Gouverneur in Südtirol.

## Leben
Pecori Giraldi absolvierte an der Militärakademie in Turin eine Offiziersausbildung. Im Jahr 1877 wurde er zum Unterleutnant befördert und diente dann bei verschiedenen Artillerieverbänden. Er diente in Eritrea und nahm am italienisch-türkischen Krieg als Divisionskommandeur teil. Danach schied er aus dem aktiven Dienst aus.
Bei Ausbruch des Ersten Weltkriegs wurde Pecori Giraldi reaktiviert. Ab Mai 1915 kommandierte er die 27. Division (Brigaden „Benevent“ und „Campania“) und ab Herbst das VII. Armeekorps am unteren Isonzo. Am 8. Mai 1916 übernahm er das Kommando über die 1. italienische Armee im Trentino, nachdem sein Vorgänger Roberto Brusati seines Amtes enthoben worden war. Kurz danach konnte Pecori Giraldi als neuer Armeekommandant trotz anfänglicher schwerer Verluste die österreichische Offensive auf den Sieben Gemeinden abwehren. Diese Offensive stellten den wichtigste Einsatz in seiner gesamten militärischen Laufbahn dar und machte ihn allgemein bekannt. Seine Truppen hielten zwei Jahre lang die Stellungen auf den Höhen von Asiago und marschierten am 3. November 1918 in der Folge der Schlacht von Vittorio Veneto in Trient ein.

### Erster Gouverneur von Südtirol
Noch am 3. November 1918 wurde er zum militärischen und zivilen Gouverneur von Trient ernannt. Mit dem Vormarsch der italienischen Truppen in Richtung Norden bis zur Waffenstillstandslinie am Brenner erstreckte sich sein Zuständigkeitsbereich in der Folge auf das gesamte Trentino, Südtirol und die ebenfalls zu Österreich-Ungarn gehörenden Gebiete um Cortina d’Ampezzo.
Bereits am 18. November 1918 wurde ein von Pecori Giraldi unterzeichnetes Manifest in Südtirol verbreitet, aus dem sich bereits seine weitere Politik als Gouverneur abzeichnete. Darin hieß es:

„Indem nun Italien auf die Behauptung des eigenen Rechtes und der eigenen Schaffenskraft in diesem Landesteile besteht, legt es jeden Gedanken an Vergewaltigung seiner Untertanen anderer Rasse oder anderer Zunge ab, mit denen es vielmehr gegenseitige brüderliche Beziehungen anknüpfen will.“

Seine Politik als Gouverneur war geprägt von der friedlichen Durchdringung der Südtiroler Bevölkerung. Er lehnte es zwar ab, auf die Italianisierung vollständig zu verzichten, zugleich widersetzte er sich aber auch einer gewaltsamen Italianisierung Südtirols. Er war dabei auch vom damaligen internationalen Klima im Vorfeld der Friedensverhandlungen von Saint-Germain beeinflusst. Pecori Giraldi ging, wie ihm aus Rom anbefohlen, mit Fingerspitzengefühl und Mäßigung gegenüber der deutschen Sprachgruppe vor. Mit seiner Haltung konnte er sich dabei nur mit Mühen gegen den Nationalisten Ettore Tolomei durchsetzen, der die deutsche Sprache und Kultur verschwinden lassen wollte und dessen Entwurf des von Pecori Giraldi unterzeichneten Manifests von letzterem in Teilen abgelehnt worden war. Zugleich zeigte aber die Ernennung Tolomeis zum Kommissar für die Sprache und Kultur Südtirols durch die italienische Regierung, welche unterschiedliche Positionen in Rom vertreten waren.
Seine Amtszeit war vom Kleinkrieg mit Tolomei gekennzeichnet. Zwar konnte er die von Tolomei auf eigene Initiative begonnene Italianisierung der deutschen Ortsnamen wieder rückgängig machen, allerdings gelang es ihm aufgrund der Widerstände in Rom nicht, Tolomei aus seinem Amt zu entfernen. Am Ende kam es zum Kompromiss, Tolomei blieb in seinem Amt, verlor aber seine Selbstständigkeit und wurde direkt der Verwaltung Pecori Giraldis unterstellt.
Im April 1919, Pecori Giraldi war in der Zwischenzeit für seine Verdienste zum General des Heeres (italienisch Generale d’esercito), dem damals höchsten Rang des königlich italienischen Heeres und am 22. Februar 1919 zum Senator des Königreiches ernannt worden, schien es, als ob Tolomei im Streit mit Pecori Giraldi in Anbetracht der fortgeschrittenen Friedensverhandlungen Oberwasser bekommen könnte. Mit dem Sturz der Regierung Orlando im Juni 1919 wurde aber schließlich das Ende seiner Amtszeit als Gouverneur eingeleitet. Im Juli 1919 wurde er von der Nachfolgeregierung Nitti in seinem Amt vom Zivilkommissar Luigi Credaro abgelöst.
1926 wurde Guglielmo Pecori Giraldi vom faschistischen Regime für seine Verdienste im Ersten Weltkrieg zum Marschall von Italien erhoben. 1930 wurde er mit dem Annunziaten-Orden, dem höchsten Verdienstorden des Königreichs Italien, ausgezeichnet. Sein Grab befindet sich heute in dem für die Gefallenen des Ersten Weltkrieges errichteten Beinhaus des Pasubio beim Passo Pian delle Fugazze unterhalb des Monte Pasubio, wohin er 1953 überführt wurde und dessen Bau er noch selber angeregt hatte.